# Jaroslav Bílý
Jaroslav Bílý  (Libkovice pod Řípem, in het district Litoměřice, 15 mei 1935) is een Tsjechisch componist en dirigent.

## Leven
Bílý  was al op jonge leeftijd verbonden met de muziek. Na zijn studium werd hij dirigent van het harmonieorkest Velkého dechového orchestru ve Zlíně in Zlín, Moravië. In 1982 richtte hij het het Festival dechových a folklorních souborů in Zlín op. In 2001 werd hij met een prijs van de stad Zlín onderscheiden. 
Als componist schreef hij meerdere werken voor harmonieorkest.

## Composities

### Werken voor harmonieorkest
- 1988 Předehra no. 2
- Expres z Kavacite
- Předehra no. 1

## Publicaties
- Irena Amchová: Šéfdirigent Jaroslav Bílý převzal Cenu města Zlína. in: Zlínské noviny, Vsetín. Zlín. Kroměříž. Uherské Hradiště 1212-1703 Roč. 13, 2002. p. 19
- G. Kováříková: Už dvacet let stojí v čele Velkého dechového orchestru Zlín dirigent Jaroslav Bílý. in: Zlínské listy Roč.3, č.145-146 1997, p.12

- Nationale Bibliotheek van Tsjechië: xx0007860
- Virtual International Authority File: 85354479